# Canthon edentulus
Canthon edentulus är en skalbaggsart som beskrevs av Edgar von Harold 1868. Canthon edentulus ingår i släktet Canthon och familjen bladhorningar. Inga underarter finns listade.